# Johann Gottfried Auerbach
 (juillet 2025).
Pour les articles homonymes, voir Auerbach.
Johann Gottfried Auerbach, né le 28 octobre 1697 à Mülhausen (ville libre du Saint-Empire) et mort le 3 août 1753 à Vienne (Autriche) est un peintre autrichien.

## Biographie
Auerbach s’installe à Vienne en 1716. Il est nommé peintre du cabinet de l’empereur Charles VI en 1735. Après la mort de ce dernier, la reine  puis impératrice, Marie Thérèse, lui conserve ce titre. Il entre à l’Académie en  1750. Il est très lié à Jacob van Schuppen.
Son fils, Johann-Karl, né à Vienne en 1723, devient peintre d'histoire et de portrait. Il a été formé par son père.

## Œuvres
Auerbach est un peintre de cour et, à titre, peint de nombreux portraits de monarques et aristocrates, comme le Portrait du roi Auguste le Fort (Musée de Budapest) et le Portrait de l'Empereur Charles VI (Musée du Belvédère, Vienne).

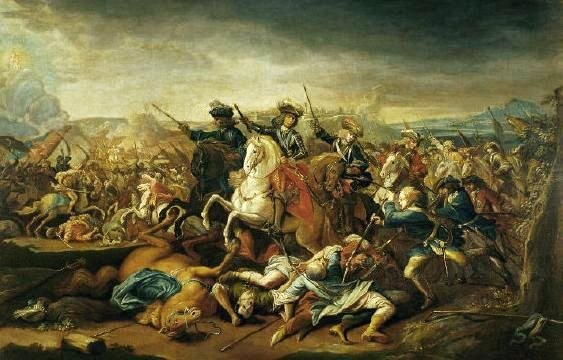
Eugène de Savoie au cours du Siège de Belgrade en 1717.
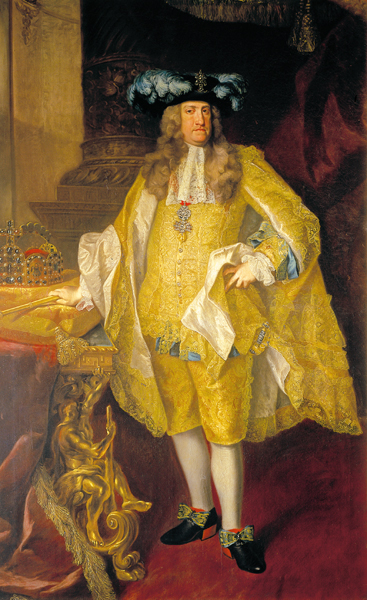
L'Empereur Charles VI.
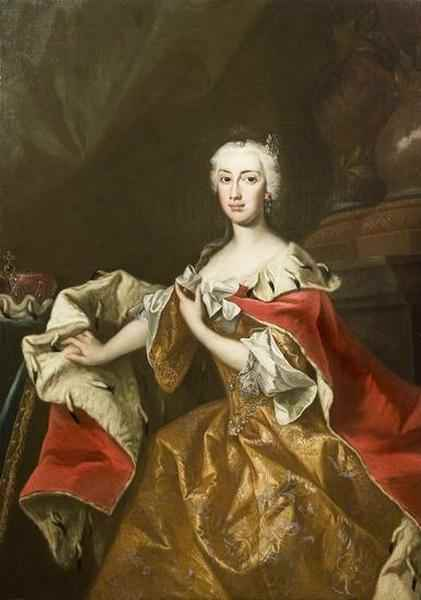
Marie-Anne d'Autriche.
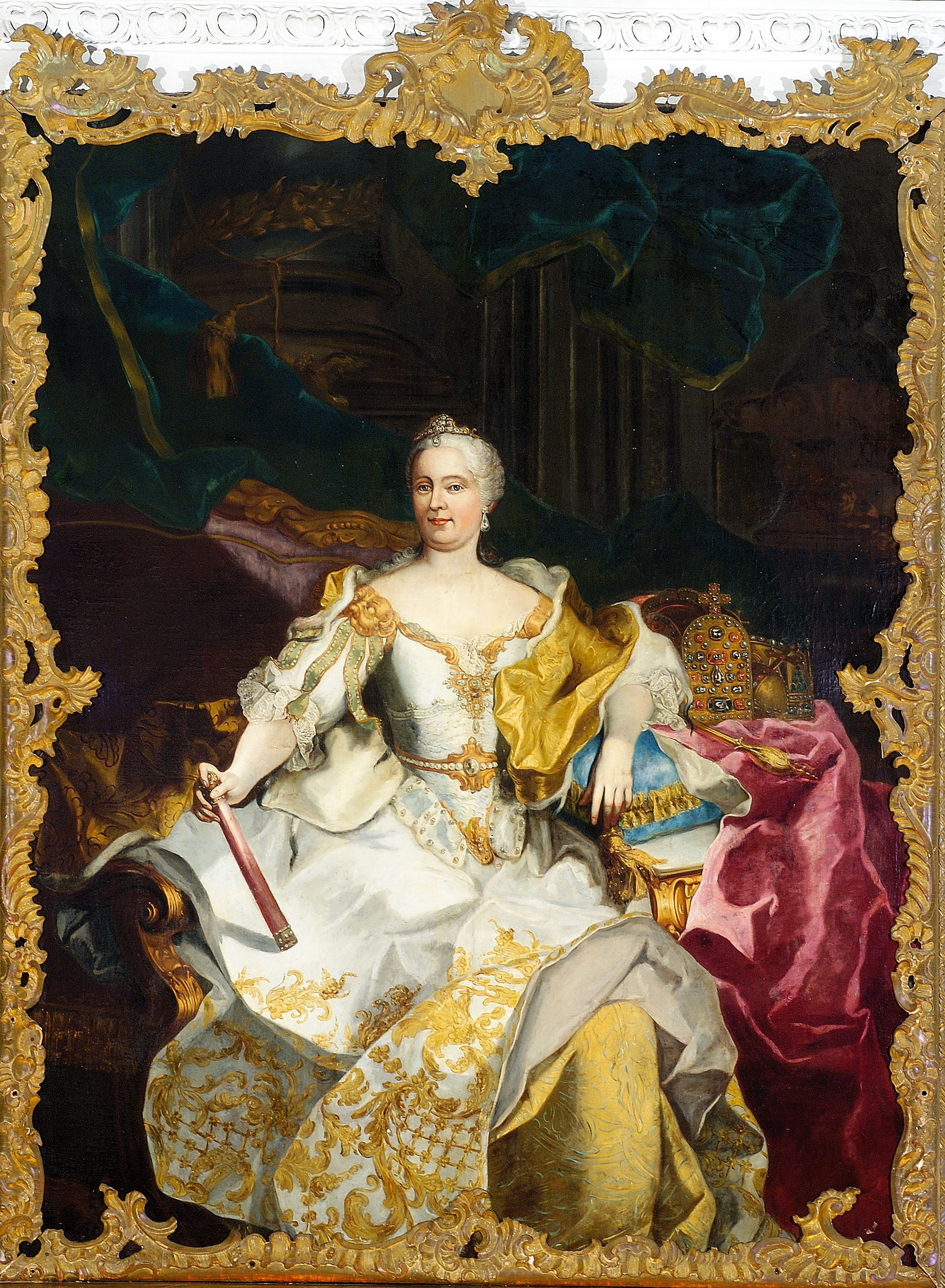
Marie-Thérèse d'Autriche.